# Lüszisztraté (karakter)

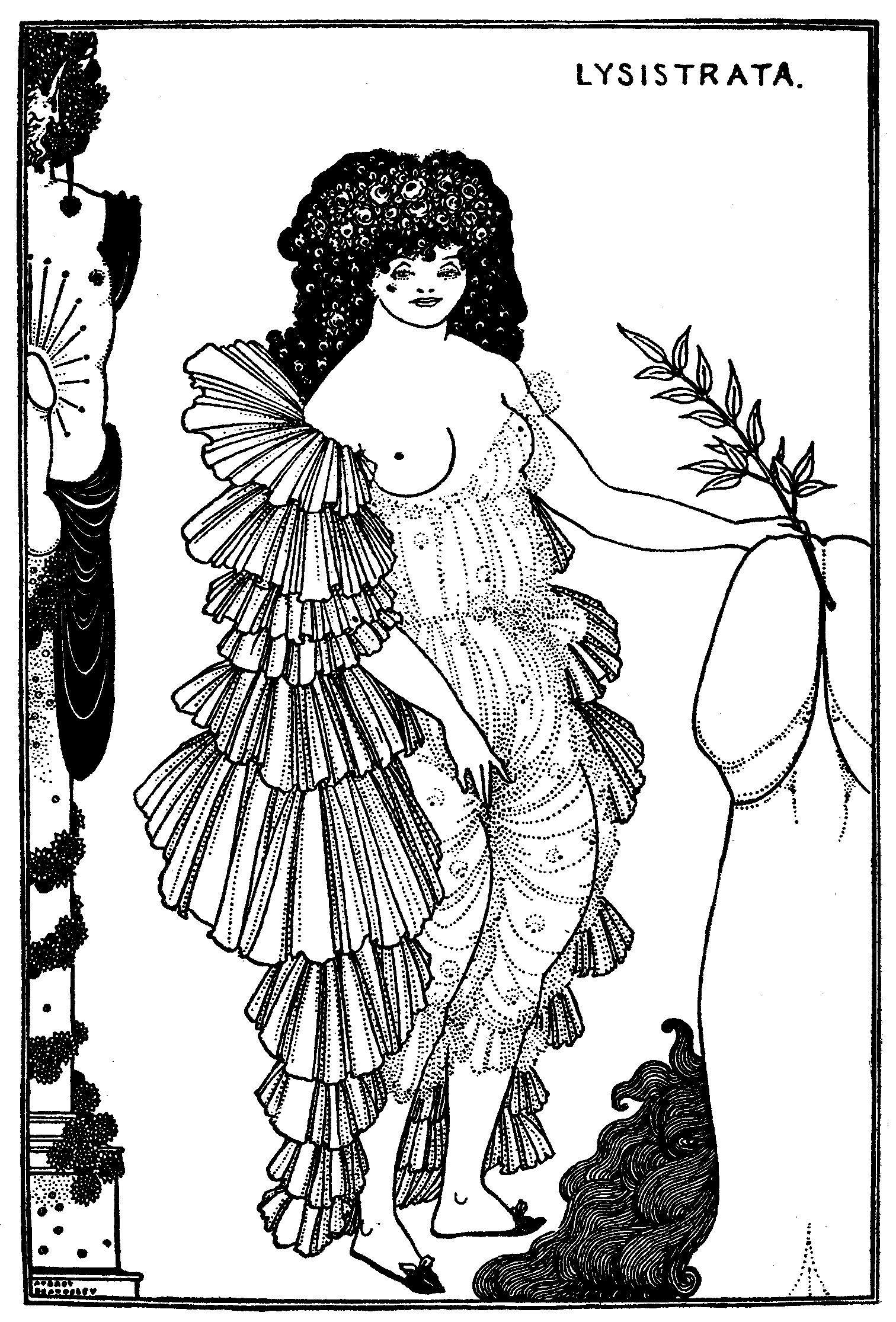
Aubrey Beardsley illusztrációja, 1896.

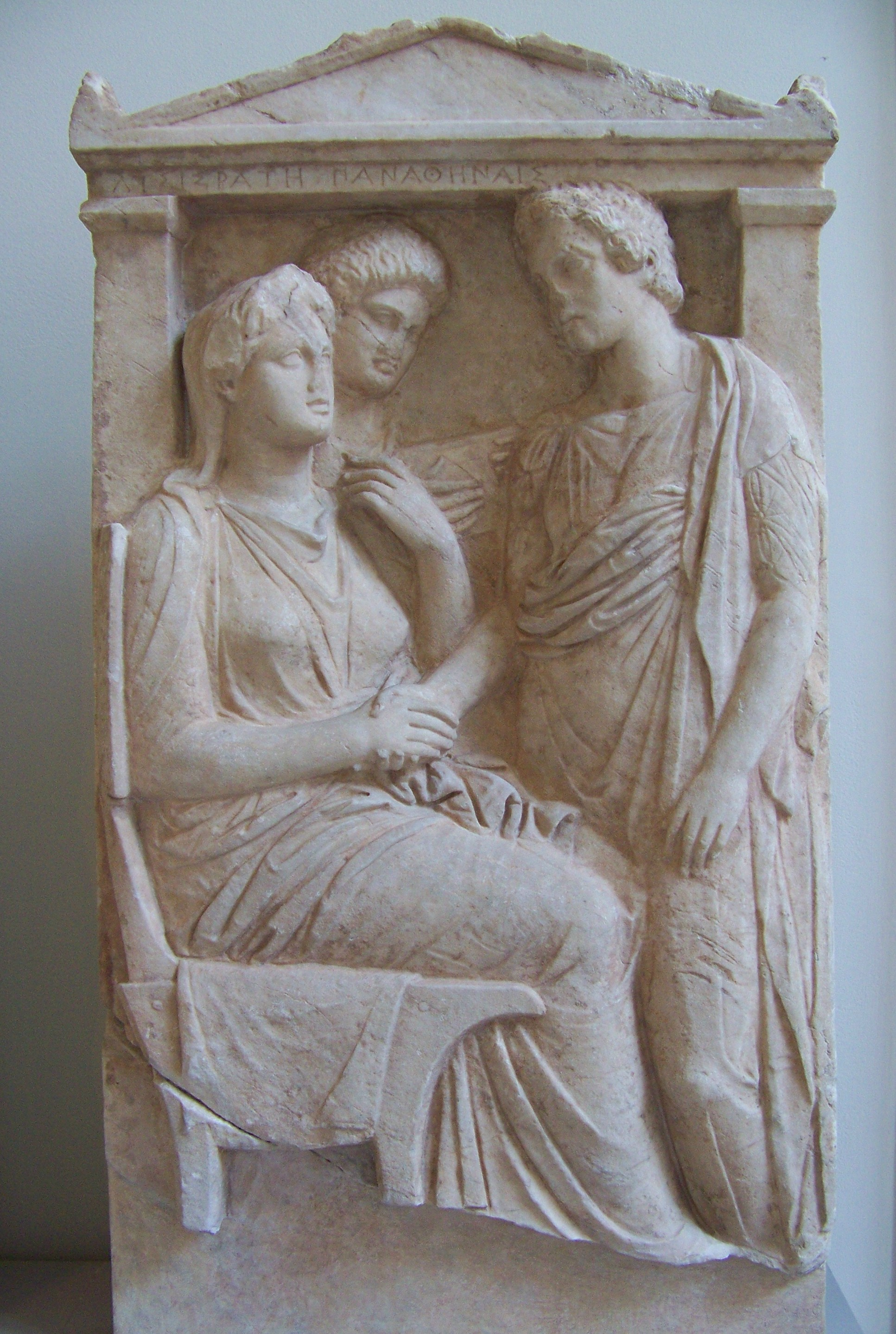
Ókori ábrázolás

Lüszisztraté irodalmi alak, athéni asszony, Arisztophanész azonos című komédiájának hősnője.
Összegyűjtve Athén és Spárta asszonyainak képviselőit, megeskette őket, hogy nem fogadják ágyukba férjüket mindaddig, amíg véget nem vetnek a két állam közti háborúnak. Megszervezte az athéni vénasszonyokat is, hogy elfoglalva a fellegvárat, biztosítsák a kincstárat. A spártai Lampitónak az ottani asszonyokat is sikerült megszerveznie a szerelmi sztrájkra, így a hadviselő férfiak kénytelenek voltak békét kötni.
Lüszisztraté az okos, hadvezéri képességű fiatal nő, az arisztophanészi hősök, a furfangos kópék női párja, azonban nem önmagában komikus jellem, a szerző tisztelettel adózik tehetségének és erélyének.

## Darabok és feldolgozások
- Arisztophanész: Lüszisztraté. Ókori görög komédia, színpadon i. e. 411-től.
- Paul Lincke: Lysistrata. Operett, 1902
- The Second Greatest Sex. Western-musical-komédia film, 1955
- Richard Mohaupt: Der Weiberstreik von Athen. Balett, 1957 (1941/1946)
- Szilágyi Eszter Anna: Szeretkezz, ne háborúzz! Zenés vígjáték
- Petrovics Emil: Lüszisztraté (opera). Koncert-vígopera, 1962[1]